# Glenvar (Virginia)
Glenvar es un lugar designado por el censo situado en el condado de Roanoke, Virginia  (Estados Unidos). Según el censo de 2010 tenía una población de 976 habitantes.

## Demografía
Según el censo de 2010, Glenvar tenía una población en la que el 95,4% eran blancos; el 3,8% afroamericanos; el 0,0% eran indios americanos y nativos de Alaska; el 0,1% eran asiáticos; el 0,1% hawaianos y otros isleños del Pacífico; el 0,0% de otra raza, y el 0,6% a partir de dos o más razas. El 0,2% del total de la población eran hispanos o latinos de cualquier raza.